# مثلث (ساز)
مثلث (به انگلیسی: Triangle) نوعی ساز کوبه‌ای است. این ساز یک سه‌ضلعی فلزی است که یک رأس آن باز است و با نواختن میلهٔ فلزی دیگری بر روی بدنهٔ آن، صدایی موسیقایی تولید می‌شود. این ساز در ارکستر سمفونیک با دیگر سازهای کوبه‌ای همراهی می‌کند.

## ساختار
مثلث از میله فولادی با قطری حدود یک سانتیمتر و سوزنی از همان جنس تشکیل شده‌است. میله اصلی در دو نقطه خم می‌شود و شکل مثلث به خود می‌گیرد. مثلث بدون کوک یا ارتفاع صوتی معین است و صدایی تیز و زنگوار تولید می‌کند.